# Мадонна дель Грандука
«Мадонна з Немовлям», відома як «Мадонна дель Грандука», — картина італійського художника доби Відродження Рафаеля, написана близько 1504 року.
Назва картини походить від імені власника картини Фердинанда III, великого герцога Тосканського (італ. granduca — великий герцог).
Рафаель написав «Мадонну дель Грандука» невдовзі після прибуття до Флоренції. Використання прийому сфумато показує вплив Леонардо да Вінчі, роботи якого Рафаель вивчав в цей період.